# Costa Rica na Copa do Mundo FIFA de 2014
A Seleção Costarriquenha de Futebol foi uma das 32 participantes da Copa do Mundo FIFA de 2014, realizada no Brasil.

## Classificação
| Pos | Equipe     | Pts | J | V | E | D | GP | GC | SG | Classificado      |
| --- | ---------- | --- | - | - | - | - | -- | -- | -- | ----------------- |
| 1   | Costa Rica | 7   | 3 | 2 | 1 | 0 | 4  | 1  | +3 | Fase eliminatória |
| 2   | Uruguai    | 6   | 3 | 2 | 0 | 1 | 4  | 4  | 0  | Fase eliminatória |
| 3   | Itália     | 3   | 3 | 1 | 0 | 2 | 2  | 3  | −1 | Eliminado         |
| 4   | Inglaterra | 1   | 3 | 0 | 1 | 2 | 2  | 4  | −2 | Eliminado         |

## Primeira fase
Sorteada no grupo D, a Costa Rica enfrentou as seleções do Uruguai, da Itália e da Inglaterra.
| 14 de junho   | Uruguai           | 1 – 3     | Costa Rica                            | Arena Castelão, Fortaleza                |
| 16:00 (UTC−3) | Cavani 24' (pen.) | Relatório | Campbell 54' · Duarte 57' · Ureña 84' | Público: 58 679 Árbitro: GER Felix Brych |

| Uruguai | Costa Rica |

| URUGUAI:       |    |                     |       |     |
|                |    |                     |       |     |
| GR             | 1  | Fernando Muslera    |       |     |
| LD             | 16 | Maxi Pereira        | 90+5' |     |
| ZA             | 2  | Diego Lugano        | 50'   |     |
| ZA             | 3  | Diego Godín         |       |     |
| LE             | 22 | Martín Cáceres      | 81'   |     |
| MD             | 11 | Christian Stuani    |       |     |
| MC             | 17 | Egidio Arévalo Ríos |       |     |
| MC             | 5  | Walter Gargano      | 56'   | 60' |
| ME             | 7  | Cristian Rodríguez  |       | 76' |
| AT             | 10 | Diego Forlán        |       | 60' |
| AT             | 21 | Edinson Cavani      |       |     |
| Substituições: |    |                     |       |     |
| MC             | 20 | Álvaro González     |       | 60' |
| MC             | 14 | Nicolás Lodeiro     |       | 60' |
| AT             | 8  | Abel Hernández      |       | 76' |
| Treinador:     |    |                     |       |     |
| Óscar Tabárez  |    |                     |       |     |

| COSTA RICA:      |    |                    |  |     |
|                  |    |                    |  |     |
| GR               | 1  | Keylor Navas       |  |     |
| ZA               | 6  | Óscar Duarte       |  |     |
| ZA               | 3  | Giancarlo González |  |     |
| ZA               | 4  | Michael Umaña      |  |     |
| AD               | 16 | Cristian Gamboa    |  |     |
| AE               | 15 | Júnior Díaz        |  |     |
| MC               | 5  | Celso Borges       |  |     |
| MC               | 17 | Yeltsin Tejeda     |  | 74' |
| MA               | 10 | Bryan Ruiz         |  | 83' |
| MA               | 7  | Christian Bolaños  |  | 89' |
| AT               | 9  | Joel Campbell      |  |     |
| Substituições:   |    |                    |  |     |
| MC               | 22 | José Miguel Cubero |  | 74' |
| AT               | 21 | Marco Ureña        |  | 83' |
| MC               | 11 | Michael Barrantes  |  | 89' |
| Treinador:       |    |                    |  |     |
| Jorge Luis Pinto |    |                    |  |     |

| Homem do Jogo: Joel Campbell (Costa Rica) Bandeirinhas: Mark Borsch Stefan Lupp Quarto árbitro: Víctor Carrillo Quinto árbitro: Rodney Aquino |

| 20 de junho   | Itália | 0 – 1     | Costa Rica | Arena Pernambuco, Recife                   |
| 13:00 (UTC−3) |        | Relatório | Ruiz 44'   | Público: 40 285 Árbitro: CHI Enrique Osses |

| Itália | Costa Rica |

| ITÁLIA:          |    |                   |     |     |
|                  |    |                   |     |     |
| GR               | 1  | Gianluigi Buffon  |     |     |
| LD               | 4  | Matteo Darmian    |     |     |
| ZA               | 15 | Andrea Barzagli   |     |     |
| ZA               | 3  | Giorgio Chiellini |     |     |
| LE               | 7  | Ignazio Abate     |     |     |
| VO               | 16 | Daniele De Rossi  |     |     |
| MC               | 21 | Andrea Pirlo      |     |     |
| MC               | 5  | Thiago Motta      |     | 46' |
| MD               | 6  | Antonio Candreva  |     | 57' |
| ME               | 8  | Claudio Marchisio |     | 69' |
| AT               | 9  | Mario Balotelli   | 69' |     |
| Substituições:   |    |                   |     |     |
| AT               | 10 | Antonio Cassano   |     | 46' |
| AT               | 22 | Lorenzo Insigne   |     | 57' |
| AT               | 11 | Alessio Cerci     |     | 69' |
| Treinador:       |    |                   |     |     |
| Cesare Prandelli |    |                   |     |     |

| COSTA RICA:      |    |                    |     |     |
|                  |    |                    |     |     |
| GR               | 1  | Keylor Navas       |     |     |
| LB               | 3  | Giancarlo González |     |     |
| LD               | 15 | Cristian Gamboa    |     |     |
| ZA               | 6  | Óscar Duarte       |     |     |
| ZA               | 4  | Michael Umaña      |     |     |
| LE               | 15 | Júnior Díaz        |     |     |
| MC               | 5  | Celso Borges       |     |     |
| MC               | 17 | Yeltsin Tejeda     |     | 68' |
| MD               | 10 | Bryan Ruiz         |     | 74' |
| ME               | 7  | Christian Bolaños  |     |     |
| AT               | 9  | Joel Campbell      |     | 74' |
| Substituições:   |    |                    |     |     |
| MC               | 22 | José Miguel Cubero | 71' | 68' |
| AT               | 21 | Marco Ureña        |     | 74' |
| AT               | 14 | Randall Brenes     |     | 80' |
| Treinador:       |    |                    |     |     |
| Jorge Luis Pinto |    |                    |     |     |

| Homem do Jogo: Bryan Ruiz (Costa Rica) Bandeirinhas: Carlos Astroza Sergio Román Quarto árbitro: Néant Alioum Quinto árbitro: Djibril Camara |

| 24 de junho   | Costa Rica | 0 – 0     | Inglaterra | Estádio Mineirão, Belo Horizonte             |
| 13:00 (UTC−3) |            | Relatório |            | Público: 57 823 Árbitro: ALG Djamel Haimoudi |

| Costa Rica | Inglaterra |

| COSTA RICA:      |    |                    |     |     |
|                  |    |                    |     |     |
| GR               | 1  | Keylor Navas       |     |     |
| LI               | 3  | Giancarlo González | 60' |     |
| LD               | 16 | Cristian Gamboa    |     |     |
| ZA               | 6  | Óscar Duarte       |     |     |
| ZA               | 19 | Roy Miller         |     |     |
| LE               | 15 | Júnior Díaz        |     |     |
| VO               | 5  | Celso Borges       |     | 78' |
| MC               | 10 | Bryan Ruiz         |     |     |
| MC               | 17 | Yeltsin Tejeda     |     |     |
| AT               | 14 | Randall Brenes     |     | 59' |
| AT               | 9  | Joel Campbell      |     | 65' |
| Substituições:   |    |                    |     |     |
| MC               | 7  | Christian Bolaños  |     | 59' |
| AT               | 21 | Marco Ureña        |     | 65' |
| MC               | 11 | Michael Barrantes  |     | 78' |
| Treinador:       |    |                    |     |     |
| Jorge Luis Pinto |    |                    |     |     |

| INGLATERRA:    |    |                  |     |     |
|                |    |                  |     |     |
| GR             | 13 | Ben Foster       |     |     |
| LD             | 16 | Phil Jones       |     |     |
| ZA             | 5  | Gary Cahill      |     |     |
| ZA             | 12 | Chris Smalling   |     |     |
| LE             | 23 | Luke Shaw        |     |     |
| MC             | 8  | Frank Lampard    |     |     |
| MC             | 7  | Jack Wilshere    |     | 73' |
| MD             | 17 | James Milner     |     | 76' |
| MA             | 21 | Ross Barkley     | 53' |     |
| ME             | 20 | Adam Lallana     | 57' | 62' |
| AT             | 9  | Daniel Sturridge |     |     |
| Substituições: |    |                  |     |     |
| MC             | 19 | Raheem Sterling  |     | 62' |
| MC             | 4  | Steven Gerrard   |     | 73' |
| AT             | 10 | Wayne Rooney     |     | 76' |
| Treinador:     |    |                  |     |     |
| Roy Hodgson    |    |                  |     |     |

| Homem do Jogo: Keylor Navas (Costa Rica) Bandeirinhas: Redouane Achik Abdelhak Etchiali Quarto árbitro: Alireza Faghani Quinto árbitro: Hassan Kamranifar |

## Segunda fase

### Oitavas de final
| 29 de junho | Costa Rica | 1 – 1 (pro) | Grécia                 | Arena Pernambuco, Recife                       |
| 17:00       | Ruiz 52'   | Relatório   | Papastathopoulos 90+1' | Público: 41 242 Árbitro: AUS Benjamin Williams |

|                                     |       | Penalidades                                |  |
| Borges Ruiz González Campbell Umaña | 5 – 3 | Mitroglou Christodoulopoulos Holebas Gekas |  |

| Costa Rica | Grécia |

| COSTA RICA:      |    |                    |          |     |
|                  |    |                    |          |     |
| GR               | 1  | Keylor Navas       | 90'      |     |
| ZA               | 6  | Óscar Duarte       | 42', 66' |     |
| ZA               | 3  | Giancarlo González |          |     |
| ZA               | 4  | Michael Umaña      |          |     |
| MD               | 16 | Cristian Gamboa    |          | 77' |
| ME               | 15 | Júnior Díaz        |          |     |
| MC               | 5  | Celso Borges       |          |     |
| MC               | 17 | Yeltsin Tejeda     | 48'      | 66' |
| AD               | 10 | Bryan Ruiz         | 70'      |     |
| AE               | 7  | Christian Bolaños  |          | 83' |
| AT               | 9  | Joel Campbell      |          |     |
| Substituições:   |    |                    |          |     |
| MC               | 22 | José Miguel Cubero |          | 66' |
| ZA               | 2  | Johnny Acosta      |          | 77' |
| AT               | 14 | Randall Brenes     |          | 83' |
| MC               | 13 | Óscar Granados     | 57'      |     |
| Treinador:       |    |                    |          |     |
| Jorge Luis Pinto |    |                    |          |     |

| GRÉCIA:         |    |                            |     |     |
|                 |    |                            |     |     |
| GR              | 1  | Orestis Karnezis           |     |     |
| LD              | 15 | Vasilis Torosidis          |     |     |
| ZA              | 4  | Kostas Manolas             | 72' |     |
| ZA              | 19 | Sokratis Papastathopoulos  |     |     |
| LE              | 20 | José Holebas               |     |     |
| MC              | 10 | Giorgos Karagounis         |     |     |
| MC              | 2  | Giannis Maniatis           |     | 78' |
| MC              | 22 | Andreas Samaris            | 36' | 58' |
| AD              | 14 | Dimitris Salpigidis        |     | 69' |
| AE              | 16 | Lazaros Christodoulopoulos |     |     |
| AT              | 7  | Georgios Samaras           |     |     |
| Substituições:  |    |                            |     |     |
| AT              | 9  | Kostas Mitroglou           |     | 58' |
| AT              | 17 | Theofanis Gekas            |     | 69' |
| MC              | 21 | Kostas Katsouranis         |     | 78' |
| Treinador:      |    |                            |     |     |
| Fernando Santos |    |                            |     |     |

| Homem do Jogo: Keylor Navas (Costa Rica) Bandeirinhas: Matthew Cream Hakan Anaz Quarto árbitro: Nawaf Shukralla Quinto árbitro: Yaser Tulefat |

### Quartas de final
| 5 de julho | Países Baixos | 0 – 0 (pro) | Costa Rica | Arena Fonte Nova, Salvador                   |
| 17:00      |               | Relatório   |            | Público: 51 179 Árbitro: UZB Ravshan Irmatov |

|                                 |       | Penalidades                        |  |
| Van Persie Robben Sneijder Kuyt | 4 – 3 | Borges Ruiz González Bolaños Umaña |  |

| Países Baixos | Costa Rica |

| PAÍSES BAIXOS: |    |                     |      |        |
|                |    |                     |      |        |
| GR             | 1  | Jasper Cillessen    |      | 120+1' |
| ZA             | 3  | Stefan de Vrij      |      |        |
| ZA             | 2  | Ron Vlaar           |      |        |
| ZA             | 4  | Bruno Martins Indi  | 64'  | 106'   |
| MD             | 15 | Dirk Kuyt           |      |        |
| ME             | 5  | Daley Blind         |      |        |
| MC             | 20 | Georginio Wijnaldum |      |        |
| MC             | 10 | Wesley Sneijder     |      |        |
| AD             | 11 | Arjen Robben        |      |        |
| AE             | 21 | Memphis Depay       |      | 76'    |
| AT             | 9  | Robin van Persie    |      |        |
| Substituições: |    |                     |      |        |
| MC             | 17 | Jeremain Lens       |      | 76'    |
| AT             | 19 | Klaas-Jan Huntelaar | 111' | 106'   |
| GR             | 23 | Tim Krul            |      | 120+1' |
| Treinador:     |    |                     |      |        |
| Louis van Gaal |    |                     |      |        |

| COSTA RICA:      |    |                    |      |     |
|                  |    |                    |      |     |
| GR               | 1  | Keylor Navas       |      |     |
| ZA               | 2  | Johnny Acosta      | 107' |     |
| ZA               | 3  | Giancarlo González | 81'  |     |
| ZA               | 4  | Michael Umaña      | 52'  |     |
| LD               | 16 | Cristian Gamboa    |      | 79' |
| LE               | 15 | Júnior Díaz        | 37'  |     |
| MC               | 17 | Yeltsin Tejeda     |      | 97' |
| MC               | 5  | Celso Borges       |      |     |
| MD               | 10 | Bryan Ruiz         |      |     |
| ME               | 7  | Christian Bolaños  |      |     |
| AT               | 9  | Joel Campbell      |      | 66' |
| Substituições:   |    |                    |      |     |
| AT               | 21 | Marco Ureña        |      | 66' |
| ZA               | 8  | David Myrie        |      | 79' |
| MC               | 22 | José Miguel Cubero |      | 97' |
| Treinador:       |    |                    |      |     |
| Jorge Luis Pinto |    |                    |      |     |

| Homem do Jogo: Keylor Navas (Costa Rica) Bandeirinhas: Abdukhamidullo Rasulov Bahadyr Kochkarov Quarto árbitro: Noumandiez Doué Quinto árbitro: Songuifolo Yeo |